# Испания (здание)
Hotel Riu Plaza España — исторический небоскрёб, восьмое по высоте здание в Мадриде, Испания. Он открылся в 1953 году как здание «Испания» (исп. Edificio España), многофункциональный комплекс, состоящий из гостиницы, офисов, апартаментов и магазинов. Это образец испанской архитектуры XX века, построенный в стиле необарокко. Испанская сеть RIU Hotels приобрела здание в 2017 году и вновь открыла в нём отель в 2019 году.

## История

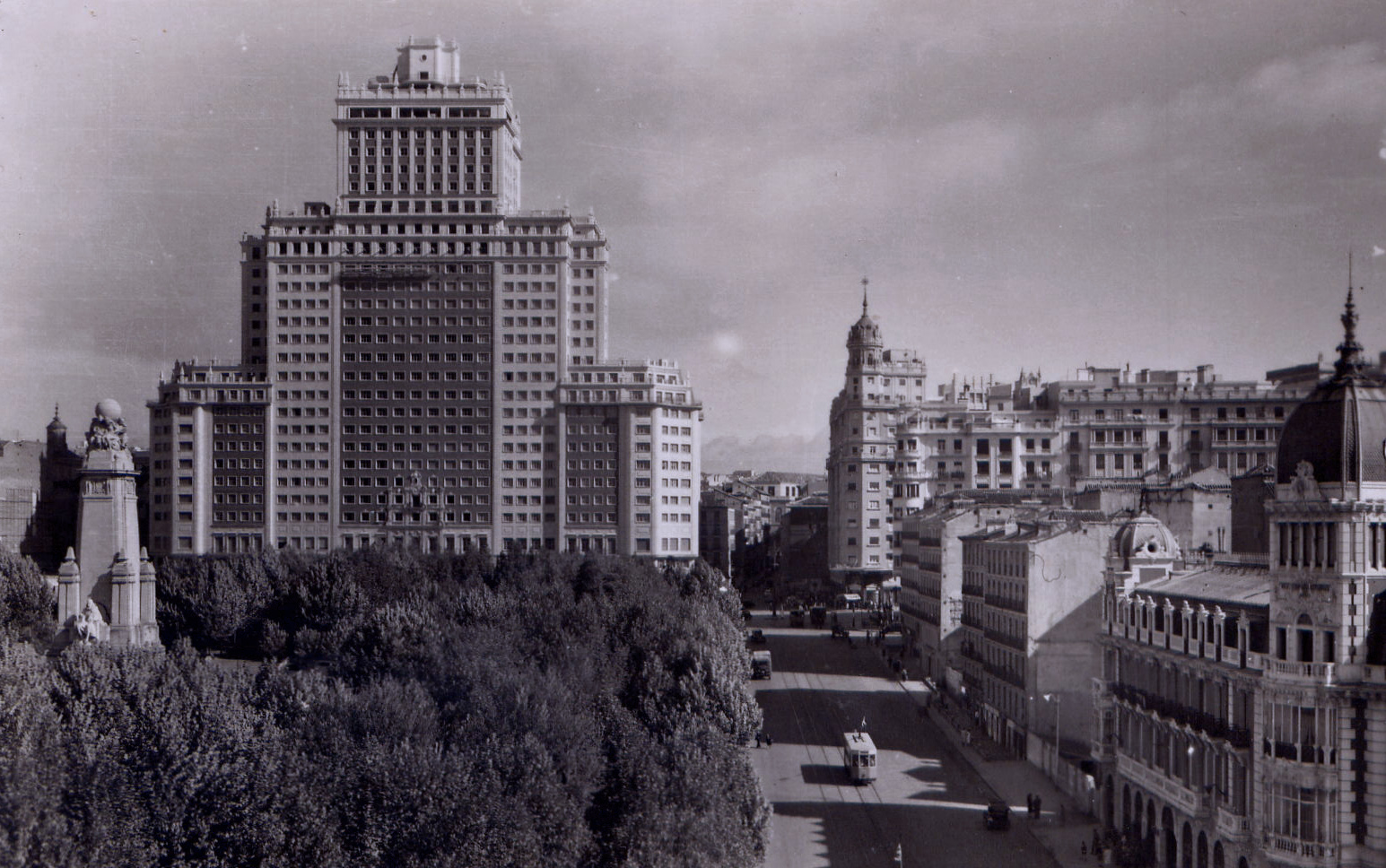
Здание "Испания" в 1950-х годах

Здание было спроектировано архитектором Хулианом Отаменди и его братом в стиле необарокко, заложено в 1948 году и построено в 1953 году. Это был «символ процветания» в течение десятилетий правления Франсиско Франко в Испании . 
Это было самое высокое здание в Испании, 25 этажей и высота 117 м (384 футов), пока его не обогнала Торре-де-Мадрид (также построенная Отаменди) в 1957 году. В здании раньше располагался отель Plaza на 360 номеров (позже Crowne Plaza Madrid City Centre ), 300 офисов, 184 квартиры,  торговый центр и бассейн на крыше. Его профиль на площади Испании в конце Гран-Виа дополняет соседний небоскреб Торре-де-Мадрид, что делает их важными архитектурными достопримечательностями города.
Компания Metrovacesa, которой принадлежало здание с момента его постройки, продала ее в апреле 2005 года вместе с соседней Торре-де-Мадрид, чтобы помочь финансировать приобретение французской компании по недвижимости Gecina . 
В июне 2005 года инвестиционный фонд Santander Real приобрел 50% здания за 138,6 млн евро, взяв на себя обязательство выкупить оставшиеся 50%, принадлежащие отелю, вскоре после этого. Отель Crowne Plaza, занимающий это здание, закрылся в 2006 году. Сделка была закрыта в начале декабря 2007 года. Santander отремонтировал здание, сохраняя нетронутыми фасад и вестибюль в рамках проекта по строительству гостиницы и апартаментов, но проект застопорился в 2010 году 
Здание было приобретено в 2014 году китайской компанией по недвижимости Вана Цзяньлиня Dalian Wanda «примерно на треть меньше, чем 389 миллионов евро, которые Banco Santander заплатил в 2005 году, в разгар строительного бума в Испании».   Далянь Ванда «планирует отремонтировать структуру, включив в нее роскошные апартаменты и отель, в рамках более широкой реконструкции района»,  и в январе 2015 года Совет управляющих Мадридского сообщества одобрил предложенный ремонт. Ван намерен «создать роскошный отель, более 300 домов и торговые площади, которые он планирует расширить до 15 000 кв.м». 
К тому времени, когда его приобрела Далянь Ванда, он уже несколько лет пустовал и «стал символом обвала испанского рынка недвижимости в 2008 году», положившего начало Великой рецессии в Испании .  Позже Ванда продала структуру Baraka Group.
В январе 2017 года было объявлено, что здание будет переоборудовано в отель Riu Plaza.  В июне 2017 года RIU Hotels полностью выкупила всё здание у Baraka Group. Они переоборудовали здание, чтобы оно полностью служило отелем,  Hotel Riu Plaza España, который открылся 13 августа 2019 года.  На трех нижних этажах расположены магазины, в то время как в остальной части здания находится отель на 585 номеров с площадями для мероприятий 5000 м², два ресторана, а также бассейн на крыше и скай-бар, распределенные по двум верхним уровням, 26 (крытому) и 27, с 500 квадратных метров широкой террасы.

## Здание в культуре

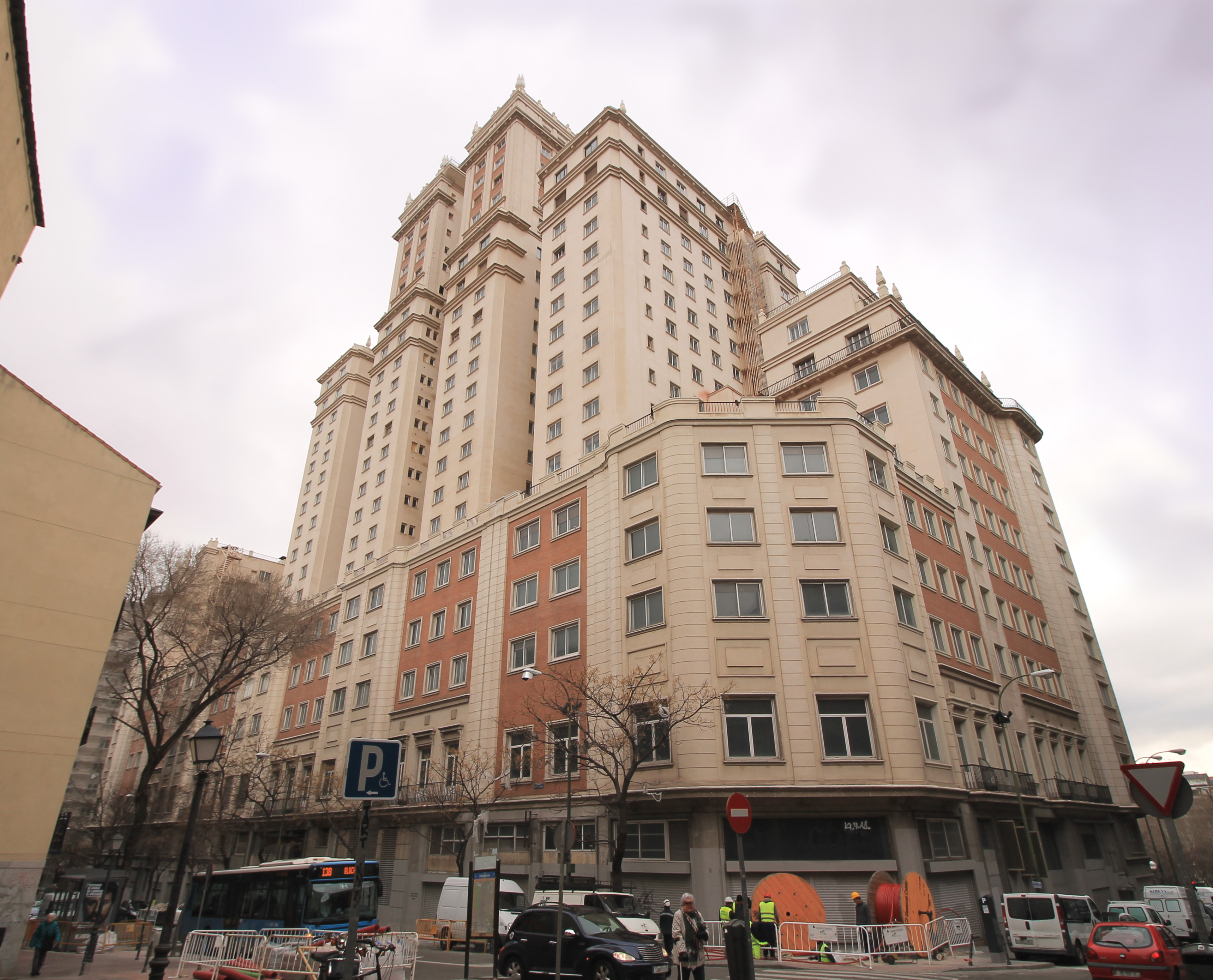
Вид на здание "Испания" с северного угла.

Здание изображено в фильме 1984 года «Хит» . Часть его снята в квартире в соседней Торре-де-Мадрид, откуда хорошо видно "Испанию".
В 2007 году режиссер-документалист Виктор Морено начал «снимать более 200 рабочих, в основном иммигрантов со всего мира, нанятых для сноса внутренних помещений» здания с одобрения тогдашнего владельца здания, Banco Santander. Однако банк без объяснения причин изменил свою позицию и запретил релиз в Испании на 15 месяцев. Несмотря на запрет, документальный фильм был показан на Международном кинофестивале в Сан-Себастьяне, Международном фестивале независимого кино в Буэнос-Айресе и Доклисбоа . В конечном итоге, он был показан в кинотеатрах в Испании в 2014 году.  